# Natalie Martinez
Natalie Martinez, född 12 juli 1984 i Miami, Florida, USA, är en amerikansk fotomodell och skådespelerska. Hon är mest känd för sin roller som Case i filmen Death Race och Deputy Linda Esquivel i serien Under the Dome.